# Вілбрагам (переписна місцевість, Массачусетс)
Вілбрагам (англ. Wilbraham) — переписна місцевість (CDP) в США, в окрузі Гемпден штату Массачусетс. Населення — 4003 особи (2020).

## Географія
Вілбрагам розташований за координатами 42°7′56″ пн. ш. 72°26′17″ зх. д. / 42.13222° пн. ш. 72.43806° зх. д. (42.132114, -72.438154).  За даними Бюро перепису населення США в 2010 році переписна місцевість мала площу 14,65 км², з яких 14,48 км² — суходіл та 0,16 км² — водойми.

## Демографія
Згідно з переписом 2010 року, у переписній місцевості мешкало 3915 осіб у 1440 домогосподарствах у складі 1077 родин. Густота населення становила 267 осіб/км².  Було 1502 помешкання (103/км²).
Расовий склад населення:
| - 95,0 % — білих - 1,8 % — чорних або афроамериканців - 1,8 % — азіатів |

До двох чи більше рас належало 1,0 %. Частка іспаномовних становила 2,4 % від усіх жителів.
За віковим діапазоном населення розподілялося таким чином: 20,9 % — особи молодші 18 років, 54,8 % — особи у віці 18—64 років, 24,3 % — особи у віці 65 років та старші. Медіана віку мешканця становила 48,4 року. На 100 осіб жіночої статі у переписній місцевості припадало 90,2 чоловіків;  на 100 жінок у віці від 18 років та старших — 87,1 чоловіків також старших 18 років.
Середній дохід на одне домашнє господарство  становив 107 782 долари США (медіана — 99 550), а середній дохід на одну сім'ю — 118 996 доларів (медіана — 103 411). Медіана доходів становила 59 375 доларів для чоловіків та 52 382 долари для жінок. За межею бідності перебувало 4,8 % осіб, у тому числі 4,1 % дітей у віці до 18 років та 1,9 % осіб у віці 65 років та старших.
Цивільне працевлаштоване населення становило 1891 особа. Основні галузі зайнятості: освіта, охорона здоров'я та соціальна допомога — 33,7 %, роздрібна торгівля — 10,6 %, виробництво — 8,7 %, фінанси, страхування та нерухомість — 8,4 %.